# Dampierre-en-Yvelines
Dampierre-en-Yvelines là một xã của Pháp, nằm ở tỉnh Yvelines trong vùng Île-de-France.

## Địa lý
Xã này giáp: Mesnil-Saint-Denis về phía bắc, Saint-Forget về phía đông bắc và về phía đông, Choisel về phía đông nam, de Senlisse về phía nam, Essarts-le-Roi về phía tây và Lévis-Saint-Nom về phía tây bắc.